# Эгерия (мифология)

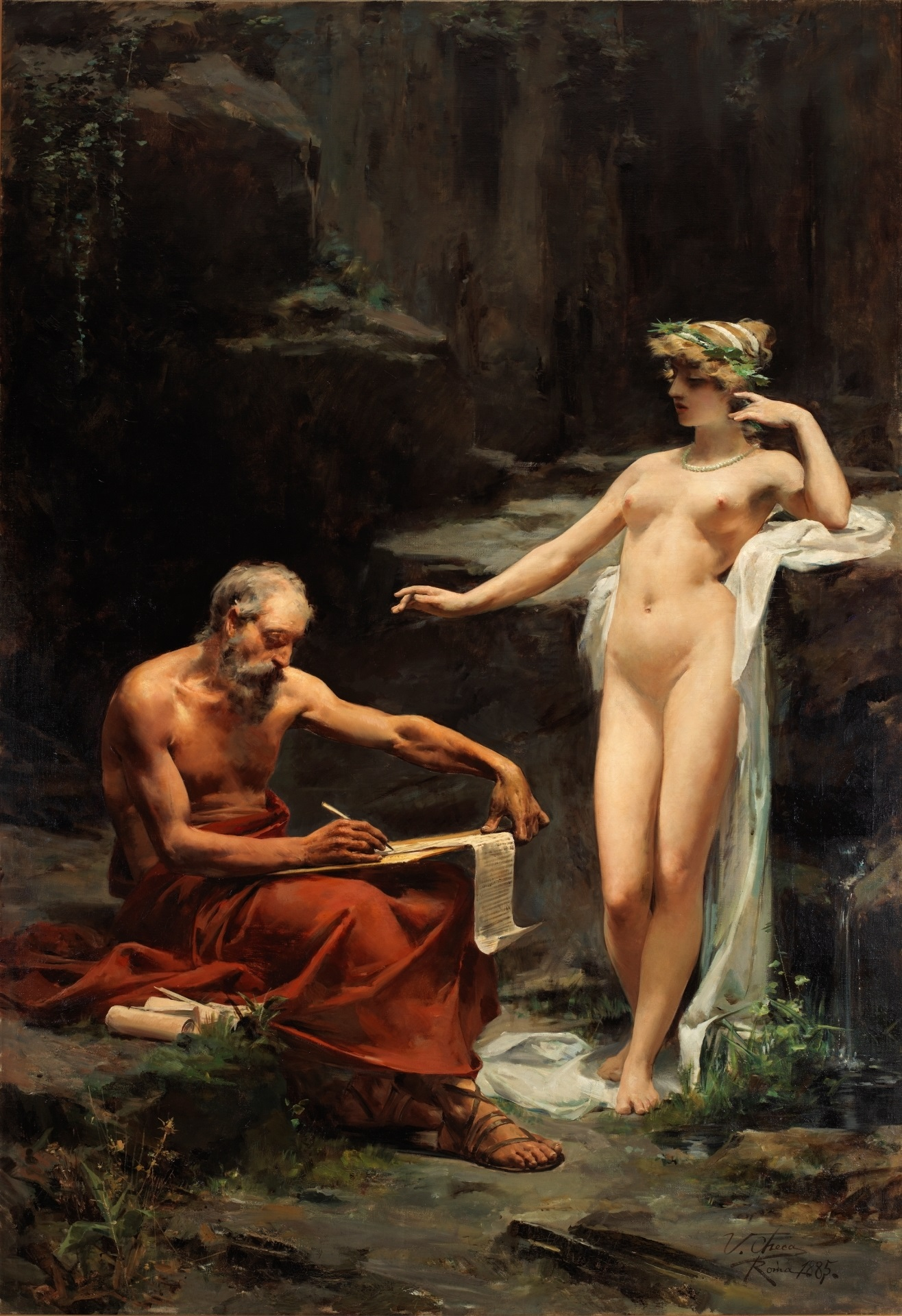
У. Чека.
Нимфа Эгерия диктует царю Нуме Помпилию законы Рима. 1886. Холст, масло. Прадо, Мадрид

Эге́рия — в древнеримской мифологии нимфа-прорицательница.
Божественная супруга римского царя Нумы Помпилия, его советница в делах организации религиозной жизни в Древнем Риме и его учительница в законотворческой деятельности. Под руководством Эгерии Нума научил римлян священнодействиям и посвятил Каменам ту рощу, где он сообщался с нимфой. Также Эгерии были посвящены два святилища: одно близ Ариции, другое в Риме, у Капенских ворот.
Согласно приводимому Овидием сказанию, после кончины супруга Эгерия переселилась в рощу Дианы в глубине лесов Арицийской долины (близ города Аричча), где нарушала своими рыданиями богослужения в честь последней. Тогда богиня превратила Эгерию в источник.
Римские женщины почитали Эгерию как покровительницу рожениц. Позднее культ Эгерии слился с культом Артемиды, девственной богини плодородия, дающей счастье в браке и помощь при родах.
Аполлон Николаевич Майков посвятил ей одно из своих стихотворений, озаглавленное «Нимфа Эгерия». Также название "Эгерия" носит роман Павла Павловича Муратова.
В честь Эгерии назван астероид (13) Эгерия.